# 里普利鎮區 (愛荷華州巴特勒縣)
里普利鎮區（英語：Ripley Township）是位於美國愛荷華州巴特勒縣的一個行政鎮區。

## 地方資料
根據2010年美國人口普查的數據，里普利鎮區的面積為93.58平方千米，當中陸地面積為93.41平方千米，而水域面積為0.17平方千米。當地共有人口266人，而人口密度為每平方千米2.84人。